# Ferdinand Schmalz

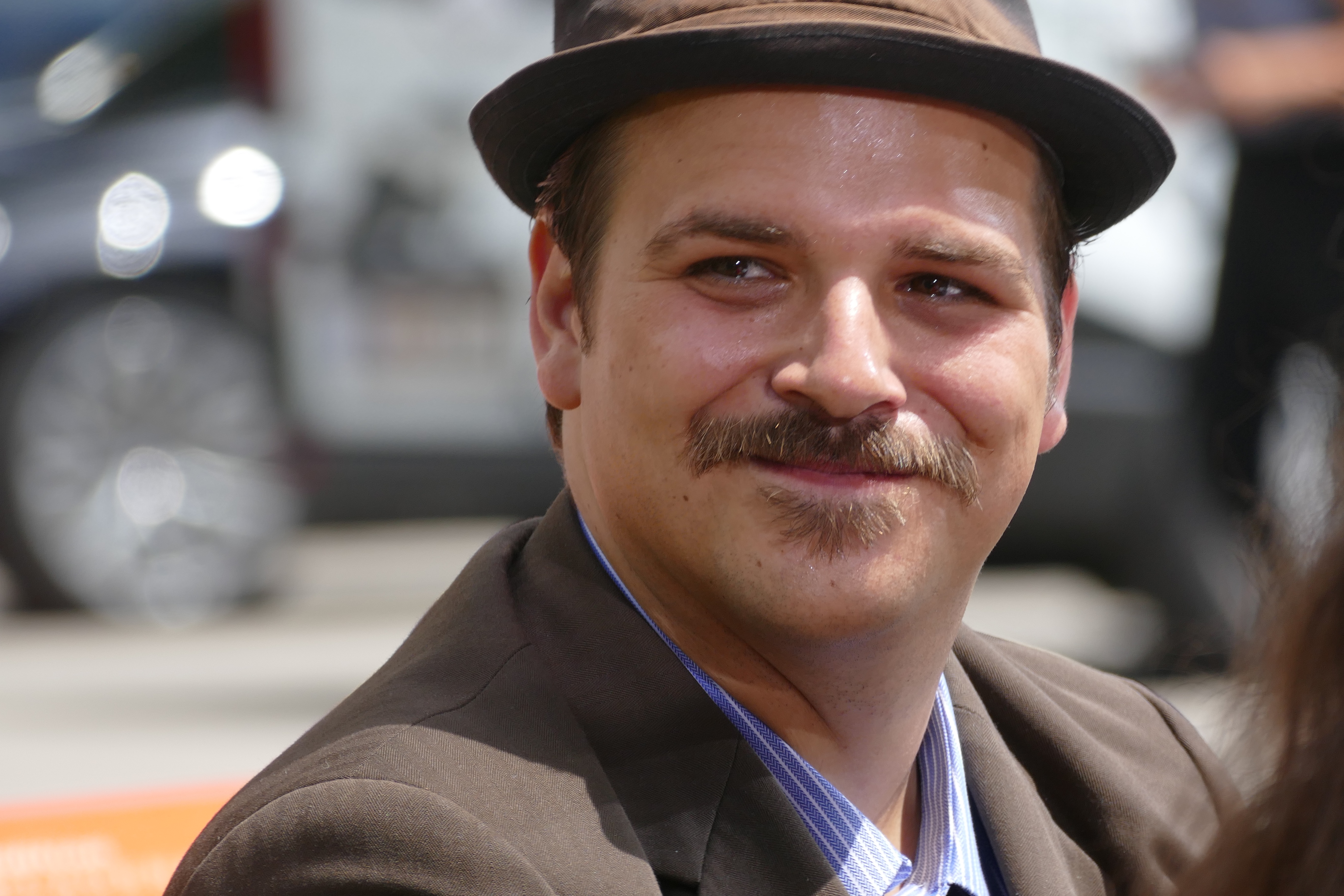
Ferdinand Schmalz vor dem ORF-Theater in Klagenfurt (2017)

Ferdinand Schmalz (* 18. Dezember 1985 in Graz als Matthias Schweiger) ist ein österreichischer Schriftsteller.

## Leben
Ferdinand Schmalz wuchs in Admont in der Obersteiermark auf. Er studierte Theaterwissenschaft und Philosophie in Wien.
Am Schauspielhaus Wien und Schauspielhaus Düsseldorf war Schmalz als Regieassistent tätig. Er ist Mitglied im freien Kollektiv „mulde_17“ und ist Mitbegründer des Festivals „Plötzlichkeiten“, das im Juni 2012 im Theater im Bahnhof Graz erstmals stattfand. Für das Schauspielhaus Graz, Schauspiel Leipzig, das Schauspielhaus Zürich und das Wiener Burgtheater – jedermann (stirbt), 2018, Regie: Stefan Bachmann – entstanden Auftragswerke.
2017 gewann er mit mein lieblingstier heißt winter den Ingeborg-Bachmann-Preis. Bei den Tagen der deutschsprachigen Literatur 2024 hielt er am 26. Juni 2024 die Eröffnungsrede mit dem Titel „hoppla, die leberwurst!“.
Schmalz lebt in Wien.

## Auszeichnungen
- 2013: Retzhofer Dramapreis für am beispiel der butter
- 2013: 2. Platz beim MDR-Literaturpreis für die Kurzprosa schlammland. gewalt
- 2013: Teilnahme Autorenlounge Kaltstart Festival Hamburg
- 2014: Einladung zu den Stücke. Mülheimer Theatertagen NRW mit am beispiel der butter
- 2014: Nachwuchsdramatiker 2014 in der Kritikerumfrage des Jahrbuchs von Theater heute
- 2015: Eröffnung der Autorentheatertage am Deutschen Theater Berlin in einer Inszenierung des Wiener Burgtheaters mit dosenfleisch.
- 2017: Förderpreis zum Kasseler Literaturpreis für grotesken Humor
- 2017: Ingeborg-Bachmann-Preis der 41. Tage der deutschsprachigen Literatur
- 2018: Ludwig-Mülheims-Theaterpreis
- 2018: Nestroy-Theaterpreis in der Kategorie Bestes Stück – Autorenpreis für jedermann (stirbt) am Burgtheater[6]
- 2020: Peter-Rosegger-Literaturpreis[7]
- 2021: Longlist zum Deutschen Buchpreis mit Mein Lieblingstier heißt Winter
- 2023: Arthur-Schnitzler-Preis[8]
- 2025: Gert-Jonke-Preis[9]

## Werke

### Roman
- Mein Lieblingstier heißt Winter. Roman. Fischer, Frankfurt 2021, ISBN 3-10-397400-0

### Stücke
- am beispiel der butter. Uraufführung (UA) 2. März 2014, Schauspiel Leipzig (Diskothek)
- am apparat. UA 12. September 2015, Schauspielhaus Graz
- dosenfleisch. UA 13. Juni 2015, Deutsches Theater Berlin in einer Produktion des Burgtheaters Wien (Casino) im Rahmen der Autorentheatertage des Deutschen Theaters
- der herzerlfresser. UA 20. November 2015, Schauspiel Leipzig (Diskothek)[10]
- Der thermale Widerstand. UA 17. September 2016, Schauspielhaus Zürich[11]
- jedermann (stirbt), UA 23. Februar 2018, Burgtheater
- Der Tempelherr, UA 3. März 2019, Deutsches Theater Berlin[12]
- Hildensaga (UA 15. Juli 2022, Nibelungenspiele Worms)

### Hörspiele
- der herzerlfresser, Regie: Hannah Georgi, KompDie Oberfläche – als Fundamentosition: zeitblom, Produktion: RBB 2016. 45 min.
- Mein Lieblingstier heißt Winter, Regie: Henri Hüster, Komposition: Florentin Berger Monit und Johannes Wernicke, Produktion: NDR 2023